# Pentapleura angustula
Pentapleura angustula är en stekelart som först beskrevs av Alexander Henry Haliday 1838.  Pentapleura angustula ingår i släktet Pentapleura och familjen bracksteklar. Arten är reproducerande i Sverige. Inga underarter finns listade i Catalogue of Life.